# Formuladeildin 2023
La Formuladeildin 2023 (detta anche Betri Deildin 2023 per motivi di sponsorizzazione) è stata l'81ª edizione del Campionato faroense di calcio, iniziata il 4 marzo 2023, terminata il 29 ottobre seguente. Il KÍ Klaksvík è la squadra campione in carica che si è confermata campione anche in questa stagione per la ventunesima volta nella sua storia .

## Stagione

### Novità
Rispetto alla stagione precedente, sono due le novità: l'ÍF Fuglafjørður, primo classificato in 1. deild 2022 prende il posto del retrocesso Skála ÍF, mentre TB Tvøroyri, terzo classificato in 1.Deild, prende il posto del NSÍ Runavík, penultimo classificato.

### Formula
Le 10 squadre partecipanti si affrontano tre volte, per un totale di 27 giornate. La squadra campione delle Isole Fær Øer ha il diritto a partecipare alla UEFA Champions League 2024-2025 partendo dal primo turno di qualificazione. La vincitrice della Coppa nazionale è ammessa alla UEFA Conference League 2024-2025 partendo dal secondo turno di qualificazione, assieme alla squadre classificate al secondo e al terzo posto ammesse al primo turno di qualificazione. Le ultime due classificate retrocedono in 1. deild.

## Squadre partecipanti
| Club            | Città        | Stadio            | Stagione precedente        |
| --------------- | ------------ | ----------------- | -------------------------- |
| 07 Vestur       | Sørvágur     | á Dungasandi      | 7º posto in Formuladeildin |
| AB Argir        | Argir        | Skansi Arena      | 8º posto in Formuladeildin |
| B36 Tórshavn    | Tórshavn     | Stadio Gundadalur | 4º posto in Formuladeildin |
| B68 Toftir      | Toftir       | Svangaskarð       | 6º posto in Formuladeildin |
| EB/Streymur     | Eiði         | Við Margáir       | 5º posto in Formuladeildin |
| HB Tórshavn     | Tórshavn     | Stadio Gundadalur | 3º posto in Formuladeildin |
| ÍF Fuglafjørður | Fuglafjørður | Í Fløtugerði      | 1º posto in 1. deild       |
| KÍ Klaksvík     | Klaksvík     | Við Djúpumýrar    | Campione faroese           |
| TB Tvøroyri     | Tvøroyri     | Við Stórá         | 3º posto in 1. deild       |
| Víkingur Gøta   | Norðragøta   | Serpugerði        | 2º posto in Formuladeildin |

## Classifica finale
|                    | Pos. | Squadra         | Pt | G  | V  | N  | P  | GF | GS | DR  |
| ------------------ | ---- | --------------- | -- | -- | -- | -- | -- | -- | -- | --- |
| Fær Øer (bandiera) | 1.   | KÍ Klaksvík     | 67 | 27 | 21 | 4  | 2  | 66 | 19 | +47 |
|                    | 2.   | Víkingur Gøta   | 60 | 27 | 19 | 3  | 5  | 76 | 23 | +53 |
|                    | 3.   | HB Tórshavn     | 58 | 27 | 18 | 4  | 5  | 68 | 23 | +45 |
|                    | 4.   | B36 Tórshavn    | 57 | 27 | 18 | 3  | 6  | 54 | 27 | +27 |
|                    | 5.   | 07 Vestur       | 40 | 27 | 12 | 4  | 11 | 42 | 41 | +1  |
|                    | 6.   | EB/Streymur     | 25 | 27 | 7  | 4  | 16 | 25 | 53 | -28 |
|                    | 7.   | B68 Toftir      | 23 | 27 | 4  | 11 | 12 | 29 | 48 | -19 |
|                    | 8.   | ÍF Fuglafjørður | 20 | 27 | 6  | 2  | 19 | 23 | 67 | -44 |
|                    | 9.   | AB Argir        | 18 | 27 | 5  | 3  | 19 | 27 | 63 | -36 |
|                    | 10.  | TB Tvøroyri     | 16 | 27 | 4  | 4  | 19 | 15 | 61 | -46 |

Legenda:
      Campione delle Isole Fær Øer e ammessa alla UEFA Champions League 2024-2025
      Ammesse alla UEFA Europa Conference League 2024-2025
      Retrocesse in 1. deild 2024
Regolamento:
Tre punti a vittoria, uno a pareggio, zero a sconfitta.

## Risultati

### Partite (1-18)
|                 | AB   | B36  | EBS   | HB    | ÍF    | KÍ    | TB    | B68   | 07V   | Vík  |
| --------------- | ---- | ---- | ----- | ----- | ----- | ----- | ----- | ----- | ----- | ---- |
| AB Argir        | –––– | 0-2  | 1-3   | 2-4   | 1-0   | 0-2   | 0-0   | 3-1   | 1-2   | 0-4  |
| B36 Tórshavn    | 2-1  | –––– | 2-1   | 0-2   | 5-1   | 2-3   | 4-0   | 2-0   | 3-2   | 2-1  |
| EB/Streymur     | 2-0  | 1-2  | ––––- | 0-3   | 2-1   | 0-2   | 2-1   | 2-0   | 0-5   | 0-2  |
| HB Tórshavn     | 4-0  | 1-0  | 6-1   | ––––- | 4-1   | 0-1   | 4-0   | 4-1   | 2-0   | 1-1  |
| ÍF Fuglafjørður | 2-0  | 0-3  | 3-0   | 2-7   | ––––- | 1-7   | 1-0   | 1-3   | 1-2   | 0-1  |
| KÍ Klaksvík     | 2-1  | 2-1  | 1-0   | 2-0   | 1-0   | ––––- | 7-1   | 1-1   | 1-1   | 2-0  |
| TB Tvøroyri     | 3-2  | 0-4  | 0-1   | 0-0   | 0-1   | 1-5   | ––––- | 2-1   | 2-1   | 0-2  |
| B68 Toftir      | 1-0  | 0-1  | 0-0   | 0-2   | 3-1   | 0-5   | 1-1   | ––––- | 2-3   | 3-3  |
| 07 Vestur       | 2-1  | 2-2  | 3-1   | 1-3   | 1-0   | 1-3   | 2-0   | 1-1   | ––––- | 1-2  |
| Víkingur Gøta   | 5-0  | 0-3  | 1-0   | 0-2   | 5-0   | 2-1   | 7-0   | 1-1   | 3-1   | –––– |

### Partite (19-27)
|                 | AB   | B36  | EBS   | HB    | ÍF    | KÍ    | TB    | B68   | 07V   | Vík  |
| --------------- | ---- | ---- | ----- | ----- | ----- | ----- | ----- | ----- | ----- | ---- |
| AB Argir        | –––– | 3-2  | -     | -     | -     | 1-1   | 3-0   | -     | 2-0   | -    |
| B36 Tórshavn    | -    | –––– | -     | 0-0   | 1-0   | 0-0   | -     | 2-0   | 3-1   | -    |
| EB/Streymur     | 4-1  | 0-3  | ––––- | 0-1   | -     | -     | 0-1   | -     | -     | -    |
| HB Tórshavn     | 5-0  | -    | -     | ––––- | 3-1   | 1-2   | -     | 3-3   | -     | 1-2  |
| ÍF Fuglafjørður | 3-1  | -    | 0-0   | -     | ––––- | -     | -     | 0-0   | 0-3   | 1-7  |
| KÍ Klaksvík     | -    | -    | 3-2   | -     | 5-0   | ––––- | 1-0   | -     | -     | 1-2  |
| TB Tvøroyri     | -    | 0-3  | -     | 1-4   | 1-2   | -     | ––––- | -     | 0-1   | -    |
| B68 Toftir      | 2-2  | -    | 2-2   | -     | -     | 1-2   | 1-1   | ––––- | -     | 0-3  |
| 07 Vestur       | -    | -    | 1-1   | 2-1   | 0-3   | -     | 0-1   | -     | ––––- | 3-2  |
| Víkingur Gøta   | 5-0  | 6-0  | 8-0   | -     | -     | -     | 1-0   | -     | -     | –––– |

## Statistiche

### Classifica marcatori
| Gol |  |  | Giocatore             | Squadra       |
| --- |  |  | --------------------- | ------------- |
| 15  |  |  | Páll Klettskarð       | KÍ Klaksvík   |
| 11  |  |  | Mikkel Dahl           | HB Tórshavn   |
| 8   |  |  | Árni Frederiksberg    | KÍ Klaksvík   |
| 7   |  |  | Sølvi Vatnhamar       | Víkingur Gøta |
| 7   |  |  | Adrian Justinussen    | HB Tórshavn   |
| 7   |  |  | Martin Klein          | 07 Vestur     |
| 7   |  |  | Uroš Stojanov         | 07 Vestur     |
| 7   |  |  | Valērijs Šabala       | B36 Tórshavn  |
| 6   |  |  | Mads Borchers         | HB Tórshavn   |
| 6   |  |  | Bjarki Nielsen        | B36 Tórshavn  |
| 6   |  |  | Claes Kronberg        | KÍ Klaksvík   |
| 6   |  |  | Jasper Van Der Heyden | 07 Vestur     |
| 6   |  |  | Samudeen Musah        | TB Tvøroyri   |